# Oblast de Kaluga
O oblast de Kaluga (russo:  Калу́жская о́бласть, tr. Kalújskaia óblast) é uma divisão federal da Federação da Rússia. O seu centro administrativo é a cidade de Kaluga.
De acordo com o censo populacional de 2010, o seu território tinha 1 010 930 habitantes.
Estabelecido em 1944, o oblast de Kaluga situa-se no coração da Rússia Europeia.